# اجتناب‌ناپذیر
«اجتناب ناپذیر» تک‌آهنگی از هنرمند اهل کلمبیا شکیرا است.
این تک‌آهنگ در چارت‌های ترانه های لاتین بیلبورد، جزو ده ترانه اول قرار گرفت.